# Katsurao (Fukushima)
Katsurao (jap. 葛尾村, -mura) ist eine Dorfgemeinde im Landkreis Futaba in der japanischen Präfektur Fukushima.

## Geografie
Katsurao liegt tief im Abukuma-Hochland, das von Wäldern geprägt, und ist daher weitgehend unbesiedelt ist. Dessen höchste Erhebung auf dem Gemeindegebiet ist der Hiyama (日山) mit 1054,6 m im nordwestlichsten Zipfel, auf der Grenze zu Nihonmatsu und Namie. Eine weitere Nachbargemeinde ist Tamura im Süden.

## Geschichte
Die Gemeinde Katsurao entstand im Zuge der landesweiten Reorganisation des Gemeindewesens am 1. April 1889 und befand sich in dem damaligen Landkreis Shineha (標葉郡, -gun). Dieser Landkreis wurde am 1. April 1896 mit dem Landkreis Naraha (楢葉郡, -gun) zum Landkreis Futaba (双葉郡, -gun), wörtlich: „zwei ha (葉)“, zusammengelegt.

### Tōhoku-Erdbeben und Nuklearkatastrophe 2011

#### Schäden und Opfer
Beim Tōhoku-Erdbeben vom 11. März 2011 hatte die Gemeinde Katsurao, für die bei der Volkszählung von 2010 eine Bevölkerung von 1.531 angegeben worden war, aufgrund ihrer abgelegenen Lage relativ wenig Schäden. 31 Wohngebäude wurden teilweise, keines vollständig zerstört.
Die Brand- und Katastrophenschutzbehörde (Fire and Disaster Management Agency, FDMA) meldete bis zu ihrem 145. Schadensbericht vom 13. März 2012 7 Tote für Katsurao als Folge der Tōhoku-Katastrophe von 2011, erhöhte ihre Angabe dann in ihrem 146. Schadensbericht vom 28. September 2012 auf 16 Tote und einen Vermissten und bis zum 157. Schadensbericht vom 7. März 2018 auf 39 Tote und einen Vermissten.

#### Evakuierung
Als Gegenmaßnahme zur Nuklearkatastrophe wurde ein Sperrgebiet um das Kernkraftwerk Fukushima Daiichi in einem Umkreis von 20 km ausgewiesen. Es gab jedoch auch jenseits dieses 20-km-Radius viele andere Standorte mit hohen Strahlungswerten, da radioaktive Partikel über den Wind aus dem havarierten Kraftwerk fortgetragen wurden. Zu diesen Orten zählten Katsurao sowie 10 weitere Dörfer und Städte, darunter Minamisōma, Naraha, Tomioka, Kawauchi, Ōkuma, Futaba, Namie, Iitate, Tamura und Kawamata. Diese Regionen wurden entsprechend ihrer radioaktiven Belastung nach der Erlassung der Evakuierungsanordnungen vom 7. Mai 2013 in folgende vier verschiedene Kategorien eingeteilt: Gebiete mit einer Strahlenbelastung von weniger als 20 mSv pro Jahr, die von der Regierung als Schwellenwert für eine dauerhafte Rückkehr behandelt wurde, bildeten die Kategorie 1. Gebiete dieser Kategorie 1 konnten die Einwohner nach eigenem Ermessen und ohne Einsatz von Schutzausrüstung betreten mit der einzigen Einschränkung, dass sie dort nicht übernachten durften. Diese Gebiete waren bereit für eine Aufhebung des Evakuierungsbefehls. In Gebieten mit einer Strahlenbelastung zwischen 20 und 50 mSv pro Jahr (Kategorie 2) war den Einwohnern ein dauerhafter Aufenthalt untersagt. Gebiete mit über 50 mSv pro Jahr (Kategorie 3) wurden als langfristig ungeeignet für eine Rückkehr der Einwohner angesehen. Einen Sonderstatus nahm ein viertes Evakuierungsgebiet ein.
Die Gemeinde Katsurao wurde stark durch die von dem Erdbeben ausgelöste Nuklearkatastrophe von Fukushima beeinflusst.
Sperrzone
Im Osten der Gemeinde befindet sich ein schmaler Streifen innerhalb der 20-km-Sperrzone.
„Deliberate Evacuation Area“
Der zentrale Teil Katsurao lag innerhalb der 20–30-km-Zone, für die eine Evakuierung empfohlen wurde. Die Gemeindeverwaltung und die Bevölkerung zog daher erst nach Aizubange und am 15. Juni in das nähergelegene Miharu, wo auch temporäre Unterkünfte errichtet wurden. Am 31. März und 1. April 2017 hob die japanische Regierung die Evakuierungsbefehle für rund 32.000 Einwohner aus den vier strahlenbelasteten Gemeinden Iitate, Kawamata, Namie und Tomioka auf, denen somit wieder erlaubt war, in ihre Häuser zurückzukehren. Die einzigen Orte, die damit noch Gegenstand von Evakuierungsbefehlen waren, waren Futaba und Ōkuma sowie Teile der fünf benachbarten Städte und Dörfer Minamisōma, Iitate, Namie, Tomioka und Katsurao.

## Verkehr
Die wichtigste Fernstraße von Katsurao ist die Nationalstraße 399 nach Iwaki oder Nan’yō. Es besteht keine Verbindung an das Schienennetz.

## Bildung
In Katsurao befindet sich die Grundschule Katsurao (葛尾村立葛尾小学校, Katsurao-sonritsu Katsurao shōgakkō) und die Mittelschule Katsurao (葛尾村立葛尾中学校, Katsurao-sonritsu Katsurao chūgakkō).